# Иванов, Алмаз
Ерофей Иванович Иванов по прозванию Алмаз (в крещении — Ерофей (Ерифей); ум. 27 апреля 1669) — русский предприниматель, думный дьяк (1653), печатник (1668), дипломат XVII века. Родоначальник дворянского рода Алмазовых.

## Биография
Известия о месте рождения разнятся. Существуют три версии: Астрахань, Нижний Новгород, Вологда, как родина Алмаза Иванова, указывается в Советской Энциклопедии.
Имя Алмаза Ивановича Иванова впервые встречается в документах 1626 года, где он упомянут, как представитель Гостиной сотни, награждённый мехами за сбор кабацких денег.
В 1638 году Иванов находится на Двине, где под его руководством находится речной купеческий транспорт и контроль за товарами.
Существует запись в Гербовнике:
«Алмаз Иванович сын, а по крещении названный Ерифей, в 7116 (1638) году написан в списку в числе думных дьяков с поместным окладом».
В 1640 году Алмаз числился дьяком в Казённом приказе (Казанского приказа 1640). Сказывал 6 января 1646 года Назарию Чистому о пожаловании его в думные дьяки.
О. А. Романова упоминает о допросах и пытках «татарина Резанова», порученных в мае 1646 года окольничему князю Петру Волконскому и дьяку Алмазу Иванову.
В 1646 году Алмаз Иванов переводится в Посольский приказ. Одновременно он числится дьяком приказа Новгородской четверти, находившегося в подчинении Посольского приказа.
В течение семи лет участвует во многих комиссиях и посольствах, работая под руководством думных дьяков Григория Львова, Назария Чистого, Михаила Волошенинова. В Посольском приказе был в ответе с послами: Польскими (17 августа 1646 г., 7 октября 1647 г., 9 октября 1650 г., 21 и 26 апреля 1651 г., 10 октября 1651 г., и 5 июля 1652 г.). Голландскими: (4 июля 1648 г.), Английскими (14 мая 1650 г.).
По данным В. Бровко, в 1650 году «дьяк Тайного приказа Ерофей Алмаз Иванов» ведёт следствие и допросы по делу самозванца Тимофея Анкудинова.
Сказывал 3 апреля 1652 года Н. А. Зюзину о пожаловании его в бояре.
Дьяк при посольстве в Литву (с 24 апреля по 25 сентября 1653 г.).
28 сентября 1653 года получил чин думного дьяка и назначение главой Посольского приказа, которым руководил (1654—1658 и 1665—1667), также контролировал работу Новгородской четверти (региональные вопросы пошлины и налогов) и одновременно организует деятельность Печатного приказа. Впоследствии к этому перечню было добавлено управление Монастырским приказам. Объявлял 4 октября 1653 года запорожским посланникам о принятии Запорожья в русское подданство и о посылке туда русских сановников.
Оставался на Москве при боярах в отсутствие государя: (30 ноября 1653 г.; 17 января и 28 апреля, 3 мая 1654 г.; с 18 мая 1664 г. по 10 февраля 1655 г.; 11 марта 1655 г; 17 января, 24 и 29 апреля, 15 мая 1656 г.; 8 мая, 22 сентября и 1 декабря 1657 г.; 11 февраля, 4 апреля, 24 июня, 27 июля, 18 сентября, и 1 декабря 1659 г.; 19 и 20 августа, 22 сентября 1660 г.; 13 и 19 февраля, 15 и 20 апреля, 2 мая, 27 июля, 19 августа и 29 декабря 1661 г.; 20 января 1662 г.; 23 апреля, 9 и 21 мая, 27 июля, 19 и 26 августа 1663 г.; 19. 21 и 26 августа 1666 г.).
В 1653 году под руководством Алмаза Иванова разработана и внедрена новая таможенная уставная грамота по реформированию пошлины, согласно которой все прежние многочисленные пошлины заменялись единой — рублевой, взимавшейся в строго установленном порядке (5 копеек с одного рубля).
Встречал 1 января 1654 года грузинского царевича и говорил ему приветственную речь, а 29 января 1654 года при совершении патриархом Никоном обряда «хождения на осляти», Алмаз Иванов — один из «водивших осла», то есть замещает царя в обряде. Сказывал 17 марта 1654 года окольничество И. Ф. Стрешневу и государево жалование боярину В. В. Бутурлину (26 марта 1654 г.). Был в ответе с послами: Цесарскими (17 и 23 декабря 1655). Шведскими (13 января 1656), Польскими (16 и 17 марта 1657), Венгерскими (29 января 1658), Датскими (29 января и 26 апреля 1658), Шведскими (30 апреля 1658), Датскими (26 апреля 1659), Шведским гонцом (23 июня 1659), Цесарским (20 мая и 9 декабря 1661) и с польским гонцом (4 и 19 декабря 1661).
В 1660 году запретил крестьянам передел земли, разрешённый воеводой Двинского уезда И. Б. Милославским, мотивируя это тем, что крестьяне могут владеть своими тягловыми участками по актам купли-продажи; при этом он дипломатично замечал, что всякие отступления от этого порядка могут допускаться лишь по царскому указу. Объявлял 29 мая и 15 июня 1663 года государю молдавского воеводу и владетеля Георгия-Стефана и датского гонца (13 июля 1663). Послан 17 июля 1663 года к Никону в Воскресенский Ново-Иерусалимский монастырь. Говорил 19 февраля 1664 году речи английскому посланнику и был с ним в ответе. Был у стола государева (19 февраля 1664 и 17 марта 1666). Печатник (1668).

## Важнейшие дипломатические миссии
В 1649 году Алмаз Иванов включён в состав посольства, отправлявшегося для переговоров в Стокгольм под руководством окольничего Б. И. Пушкина. Задача посольства — вопросы обмена перебежчиков по Столбовому (Столбовскому) договору 1617 года.
В начале 1652 года дипломатическая поездка Алмаза Иванова в Краков:
«Генваря 12 посланники дворянин Афанасий Прончищев и дьяк Алмаз Иванов посыланы для домогательства наказать оскорбителей государевой чести, для договора о союзе против крымцев, о украинских казаках, о перебещиках, а самозванце Анкудинове и проч.» 

В апреле 1653 года участие в посольстве, отправленном в Речь Посполитую во главе с князем Борисом Александровичем Репниным-Оболенским. Официально для примирения Речи Посполитой с Богданом Хмельницким. Скрытая задача — выяснить внутреннее состояние Речи Посполитой и готовность её правительства к войне с Россией.
1 октября 1653 года Земским собором принят официальный акт о воссоединении Украины с Россией. Через три дня в Золотой палате встречали послов от Богдана Хмельницкого. Переговоры вел новый глава Посольского приказа Алмаз Иванов:
«И указал государь думному посольскому дьяку Алмазу Иванову посланникам объявить своё государево жалованье, что гетмана Богдана Хмельницкого и войско Запорожское пожаловал, велел их принять под свою государеву высокую руку».
В начале 1656 года участник вместе с Б. М. Хитрово московских переговоров с посольством Речи Посполитой под руководством Петра Галинского.
11 мая 1658 года участвует вместе с боярами Н. Одоевским и Ф. Волконским в безрезультатных мирных переговорах с Речью Посполитой в Вильно и в Борисове с той же целью (с 25 января 1661). В великих послах в Польше (с 9 февраля 1662 по 25 февраля 1663 г.).
В 1666 году входит в состав комиссии, подготовившей по документам центральных приказов обвинения в адрес Патриарха Никона. В обвинении указываются незаконные вмешательства в дела, находившиеся в компетенции Монастырского приказа (главой которого был А. Иванов).

## Последние годы
В конце 50-х годов XVII века внешняя политика России была переориентирована на войну со Швецией и выход к Балтийскому морю. В связи с этим требовался мир с Речью Посполитой.
В апреле 1666 года в деревне Андрусово мир был достигнут, благодаря усилиям главы русской делегации боярина А.Л. Ордина-Нащокина, после чего его влияние в политической сфере усилилось. Алмаз Иванов в состав делегации не вошёл.
В 1667 году Алмаз Иванов был отстранён от руководства Посольским приказом, сохранив чин печатника (хранителя государственной печати).
Умер Ерофей Иванович Иванов по прозванию Алмаз 27 апреля 1669 года.

## Отдельные упоминания
Дневник шведского посольства 1655 года под руководством барона Бьелке в Москву.
Фрагмент описания въезда царя в Москву.
Описание выноса знамён идут монахи с обнажёнными головами, несут хоругви, иконы, священные книги.
«Далее следовал думный дьяк Алмаз Иванович и с ним другие дьяки»
Фрагмент представления послов царю:
Перед престолом его царского величества стояли четыре молодых князя в шелковых белых рубашках и с золотыми цепями на плечах: на них были высокие белые шапки и у каждого был свой полумесяц на плечах. Тогда думный дьяк Алмаз показал, где должно стоять послам
В документах Николааса Витсена об Алмазе Иванове упоминается в связи с рождением царевича Семёна:
Царю не позволено входить в комнату жены, ибо там «нечисто» до тех пор, пока митрополит её снова не освятит. Ни один мужчина не должен находиться при родах; Илья [Милославский] и Алмаз [Иванов] охраняют дверь.
Из жалобы шведского резидента русскому царю по поводу изъятия у ямщика Осипова дипломатической почты, задержки и вскрытия дипломатической почты в Новгороде Великом воеводой Хилковым:
«…чтоб вел. государь по вечному докончанью велел, которые грамотки впредь учнет он в Свею посылать, или из Свеи учнут к нему присылать с кем-нибудь, из Великого Новагорода пропущать безо всякого задержанья, а в Великом Новегороде тех грамоток имать бы у них не велеть.»

Далее:
«И дьяки, думной Назарей Чистого да Алмаз Иванов, велели московского ямщика Ивашка Осипова сыскав про то роспросить подлинно.»
Ответ Думного дьяка Алмаза на письмо царицы во время эпидемии чумы в 1654 году, где был оставлен в списках 6 человек комиссии «ведания Москвы».
«И околничей князь Василей Григорьевич Ромодановский и я, холоп твой, Алмазко, были на Москве, никуды с Москвы не съезжали».
Упоминание Алмаза в деле извета на патриарха Никона от Романа Боборыкина.
Соловьёв пишет:
Решили, что надобно разыскать дело, и отправили в Воскресенский монастырь боярина князя Никиту Ивановича Одоевского, окольничего Родиона Стрешнева, дьяка Алмаза Иванова; из духовных поехали: Лигарид, астраханский архиепископ Иосиф и богоявленский архимандрит. 18 июля 1663 года приехали они в Воскресенский монастырь…
Некоторые сведения об Алмазе Иванове даются (опять же у иностранца) в мемуарах Августина Майерберга, который именует Алмаза канцлером:
Алмаза Иванова, самое имя показывает, что это человек из самого низкого состояния, потому Москвитяне в подписях и в разговоре прибавляют к своему собственному имени ещё отцовское, с тою, однако ж, разницею, что знатные придают к этому последнему окончание «вич» (wicz), а незнатным это не позволено. Например: когда у кого-нибудь имя Алмаз (Almas), а отец у него Иоанн или Иван (Joannes, Juanus), если он знатный, то зовут его Алмаз Иванович (Almas Juanowicz), а незнатный, то Алмаз Иванов. Происходя от родителей простого звания, он счастливо занимался торговлею. Потом, будучи знаком с иноземными краями, при исправлении многих Посольств, столько показал примеров хитрости, коварства, находчивости, что удостоен был должности Смотрителя за тайными архивами Царства, за иностранными послами и докладчика их Посольств.

## Об имени
Имя образовано от слова «алмаз».
В тюркских языках оно означает «драгоценный камень», иногда — «наилучшая сталь». У поволжских татар встречается и сейчас (Алмас), что по трактовке Н. А. Баскакова означает «не тронет, не возьмёт».

## Вопрос этнической принадлежности
Историк С. Ю. Дудаков считает Иванова евреем, ссылаясь на работы М. И. Семевского и Н. П. Загоскина.
Также в качестве аргумента еврейства Алмаза Иванова приводится эскизное изображение дьяка, сделанное в 1661 году художником Иоганном Рудольфом Сторном во время аудиенции посольства Римского цесаря в Москве. Тем не менее, не исключается версия татарского происхождения Иванова.

## Семья, дети
Жена: Анастасия
Дети:
- Семён
- Дмитрий

Внуки
Внучки Анна и Настасья 30 ноября 1669 года участвовали в смотре невест Алексея Михайловича.